# Stade national des sports
 (décembre 2020).
Si vous disposez d'ouvrages ou d'articles de référence ou si vous connaissez des sites web de qualité traitant du thème abordé ici, merci de compléter l'article en donnant les références utiles à sa vérifiabilité et en les liant à la section « Notes et références ».
Le Stade national des sports (en mongol : Төв цэнгэлдэх хүрээлэн) est un stade multi-usages situé à Oulan-Bator, en Mongolie. 
Il est principalement utilisé pour les matchs de football et possède une capacité de 20 000 spectateurs. 
La fête du Naadam, qui célèbre l'indépendance mongole, s'y tient chaque Juillet. 
Le Stade national des sports de Mongole est l'hôte du Championnat du monde universitaire de tir à l'arc en 2016.

## Histoire
Le stade est construit en 1958 par des constructeurs russes. 
Depuis lors, il n'a jamais été rénové structurellement, mise à part les retouches de peinture annuelles. 
Même si le stade a été construit comme stade multi-usage, comme le football, festivals, etc., le seul événement obligatoire est la fête du Naadam tenue le 11 juillet de chaque année depuis sa construction, qui commémore le jour de l'indépendance de 1921, les autres événements étant habituellement tenus sous contrats sauf ceux qui sont organisés par le gouvernement.

## Propriétaires
Le stade est détenu en partie par le gouvernement, et en partie par des investisseurs privées en partie contrôlés, avec un taux 49 % investisseurs et 51 % gouvernemental. 
La raison de ce contrôle de l’état est que ce stade est le seul stade de Mongolie à contenir plus de 12 500 spectateurs (20 000 en tout). Si le stade était entièrement privé, le gouvernement devrait financer la totalité de fête du Naadam, alors que dans la situation actuelle, 70 % des coûts sont pris en charge grâce à la vente de billets et la location de terres environnantes.